# Ayman Cherkaoui
Pour les articles homonymes, voir Cherkaoui.
 (avril 2021).
Ayman Cherkaoui est un juriste international en droit du changement climatique, directeur exécutif du pacte mondial des Nations unies au Maroc, et avocat principal pour le changement climatique au centre de droit international du développement durable à Montréal Québec, Canada.

## Biographie
En 2017, Cherkaoui a été nommé au programme des leaders émergents du "policy center for the new South, et en suite en 2018 à la Fondation Obama Leaders: Africa Program.

### Éducation
Cherkaoui a fait ses études de premier et deuxième cycle à Montréal, obtenant un baccalauréat en génie mécanique à l'Université McGill et un baccalauréat en droit à la faculté de droit de l'Université de Montréal. Par la suite, il a obtenu une maitrise en sciences de l'École de commerce EM Lyon Business School à Lyon, en France. En outre, M. Cherkaoui a obtenu un certificat en adaptation de l'Université d'Oxford et un certificat en gestion des entreprises de l'Université de Cambridge.

### Carrière Professionnelle
Cherkaoui a été conseiller spécial pour le changement climatique et les négociations auprès du ministre de l'environnement du Maroc, conseiller spécial auprès de la présidence de la CCNUCC, COP22 et expert en changement climatique auprès de la Deutsche Gesellschaft für Internationale Zusammenarbeit (GIZ). Auparavant, il a travaillé en tant que consultant pour "VALYANS Consulting", l'Association internationale du transport aérien et Air Liquide.
Son travail porte sur les négociations techniques dans le cadre de la CCNUCC et sur les innovations juridiques visant à soutenir l'adaptation et l'atténuation dans les pays vulnérables au climat. Actuellent, M. Cherkaoui est le directeur du Centre international HASSAN II d'Education à l‘Environnement

### Publications
Cherkaoui a contribué à un certain nombre d'articles scientifiques et de rapports techniques.

## Enregistrements sélectionnés
- "La jeunesse africaine doit s’approprier le pouvoir de décision" (Fr), Matin
- "COP22’s Ayman Cherkaoui on the road from Paris to Marrakesh, " Center for International Forestry Research (CIFOR)
- "COP 23 : Quels moyens de financement pour les projets liés à l'adaptation climatique?" (Fr), Matin